# أشجار السرو تؤمن بالله (رواية)
أشجار السرو تؤمن بالله هي رواية عن الحرب الأهلية الإسبانية، كتبها الروائي الاسباني خوسيه ماريا خيرونيا خلال إقامته في باريس ونشرتها دار النشر بلانيتا عام 1953. تدور الرواية حول السنوات التي سبقت الحرب الأهلية مباشرة، حتى لحظة اندلاعها، من منظور عائلة من الطبقة المتوسطة تدعى " آلبيار"، وتعيش في مدينة جيرونا.
تم بيع 12 مليون نسخة من الرواية حول العالم حتى عام 2002، وتعتبر واحدة من أفضل الأعمال الأدبية التي كُتبت عن مقدمات الحرب الأهلية، حيث وصفت بالموضوعية والحيادية من كلا الجانبين المتنازعين. حتى فرانسيسكو فرانكو نفسه الذي قرأ الرواية و صرح علناً: "هكذا كانت الحرب حقاً". كما تعد هذه الرواية أيضاً أكثر رواية إسبانية قراءة خلال القرن العشرين وقد فازت بجائزة الأدب الوطنية عام 1953.